# Among Those Present (film 1917)
Among Those Present è un cortometraggio muto del 1917 prodotto dalla Essanay di Chicago. Il nome del regista non viene riportato nei credit del film che aveva come interpreti John Cossar, Richard Travers, Gertrude Glover.

## Trama
Il colonnello Stanton rifiuta di dare il proprio consenso alle nozze dalla figlia Grace con un giovane milionario, Robert Ricketts, perché ritiene quest'ultimo solamente un fannullone. Anche il colonnello, però, ha il suo tallone d'Achille: in qualità di commissario di polizia, non è riuscito a mettere le mani su un famigerato ladro che deruba negli ambienti dell'alta società e, per questo, i giornali lo mettono quotidianamente sulla graticola. Grace e Ricketts decidono di mettersi a indagare per trovare questo ladro in guanti bianchi per dimostrare che, dopotutto, il giovanotto non è del tutto inutile. Ma la situazione si evolve presto diventando sempre più pericolosa per Ricketts, perché i sospetti cominciano a cadere proprio su di lui che, messo sotto pressione, deve cercare di sbrogliarsela in grande velocità per non finire in galera. I suoi sforzi alla fine hanno successo e troverà il vero ladro. Il milionario e il poliziotto, allora fanno un piccolo accordo: Ricketts accrediterà la cattura del ladro a Stanton e questi, in cambio, toglierà ogni suo veto al matrimonio della giovane coppia.

## Produzione
Il film fu prodotto dalla Essanay Film Manufacturing Company (come Black Cat).

## Distribuzione
Distribuito dalla General Film Company, il film - un cortometraggio di due bobine - uscì nelle sale cinematografiche degli Stati Uniti il 9 gennaio 1917.